# Myxine circifrons
Myxine circifrons – gatunek bezszczękowca z rodziny śluzicowatych (Myxinidae). 

## Zasięg występowania
Pacyficzne wybrzeża Ameryki od południowej Kalifornii po Peru i Chile.

## Cechy morfologiczne
Osiąga max. 65 cm długości całkowitej. 

## Biologia i ekologia
Występuje na głębokości 700-1860 m, w wodach o temperaturze 3-4° C.